# Születéskor várható élettartam

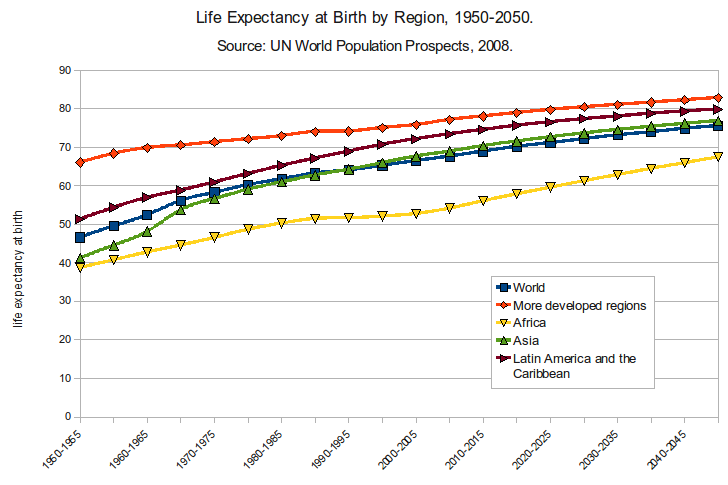
A születéskor várható élettartam várható adatai a régiókban 1950 és 2050 között

A születéskor várható élettartam egy demográfiai mutató. Az élveszületések halálozási életkorának átlaga (az 1 évnél fiatalabbak elhalálozását nem számítva).
A Földön: 68,13 év (a nőknél), 63,46 év (a férfiaknál) – nem számolva a kontinensek férfi-nő arányát.

## Történelmi áttekintés
| Korszak                        | A születéskor várható élettartam (év) |
| ------------------------------ | ------------------------------------- |
| Felső paleolit                 | 33                                    |
| Neolitikum                     | 20                                    |
| Bronzkor és vaskor             | 26                                    |
| Klasszikus görög               | 28                                    |
| Klasszikus római               | 28                                    |
| Kolumbusz előtti Észak-Amerika | 25-30                                 |
| Középkori iszlám kalifátus     | 35+                                   |
| Középkori Nagy-Britannia       | 30                                    |
| Korai modern Nagy-Britannia    | 25-40                                 |
| Korai 20. század               | 31                                    |
| 2010-es világátlag             | 67,2                                  |

A tudományos-technikai forradalom és a társadalmi-gazdasági fejlődés kölcsönhatásaként kialakuló körülmények eredményeként elérhető közelségbe került a hosszú és egészséges élet. Az életben maradás esélyei oly sokat javultak, hogy a születéskor várható élettartam a 21. századra a korábbi korokhoz képest a duplájára nőtt.
Napjainkban a kontinensek, országok és egy országon belül is embercsoportok között azonban nagyobbak a különbségek az élet hosszát tekintve, mint korábban. Az epidemiológiai fejlődés minden nagy korszaka egyszerre van jelen a Földön: járványok és az éhínségek, az állandóan jelenlevő fertőző és idült betegségek korszaka. A születéskor várható élettartam az ősi korszakokban 40 év alatt volt, míg a 2010-es világátlag (a fenti táblázat tizenegyedik rovata) meghaladja a 60 évet. A gazdasági-társadalmi, politikai, kulturális környezet és nem a természeti körülmények határozzák meg, hogy sokan felnőni sem tudnak, míg mások matuzsálemi kort érnek el. A világ népességének születéskor várható élettartama hatvanhét év, hozzávetőleg a kétszerese a száz évvel ezelőtti értéknek.

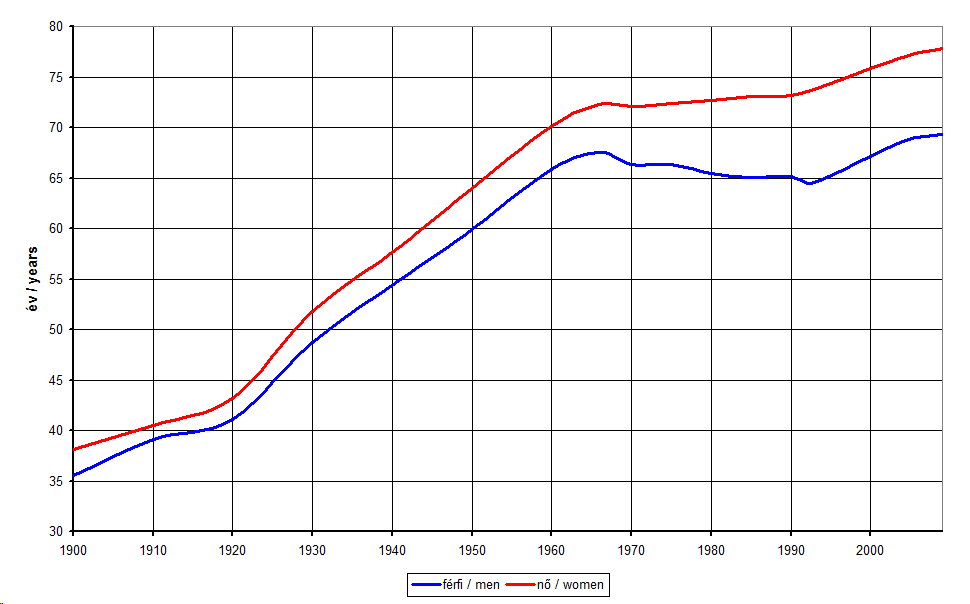
A születéskor várható élettartam változása Magyarországon 1900 és 2009 között

## Magyarország
79,33 év (nők), 72,86 év (férfiak) (2019)

## Kontinensek

### Európa
77,8 év (nők), 70,8 év (férfiak) (2002)
Legmagasabb: Andorra: 83,52 év (férfi: 80,62, nő: 86,62) (2007)
Legalacsonyabb: Moldova: 74,11 év (nők), 66,51 év (férfiak) (2008)

### Ázsia
69,1 év (nők), 64,6 év (férfiak) (2002)
Legmagasabb: Japán: 85,56 év (nők), 78,67 év (férfiak) (2008)
Legalacsonyabb: Afganisztán: 43,96 év (nők), 43,6 év (férfiak) (2008)

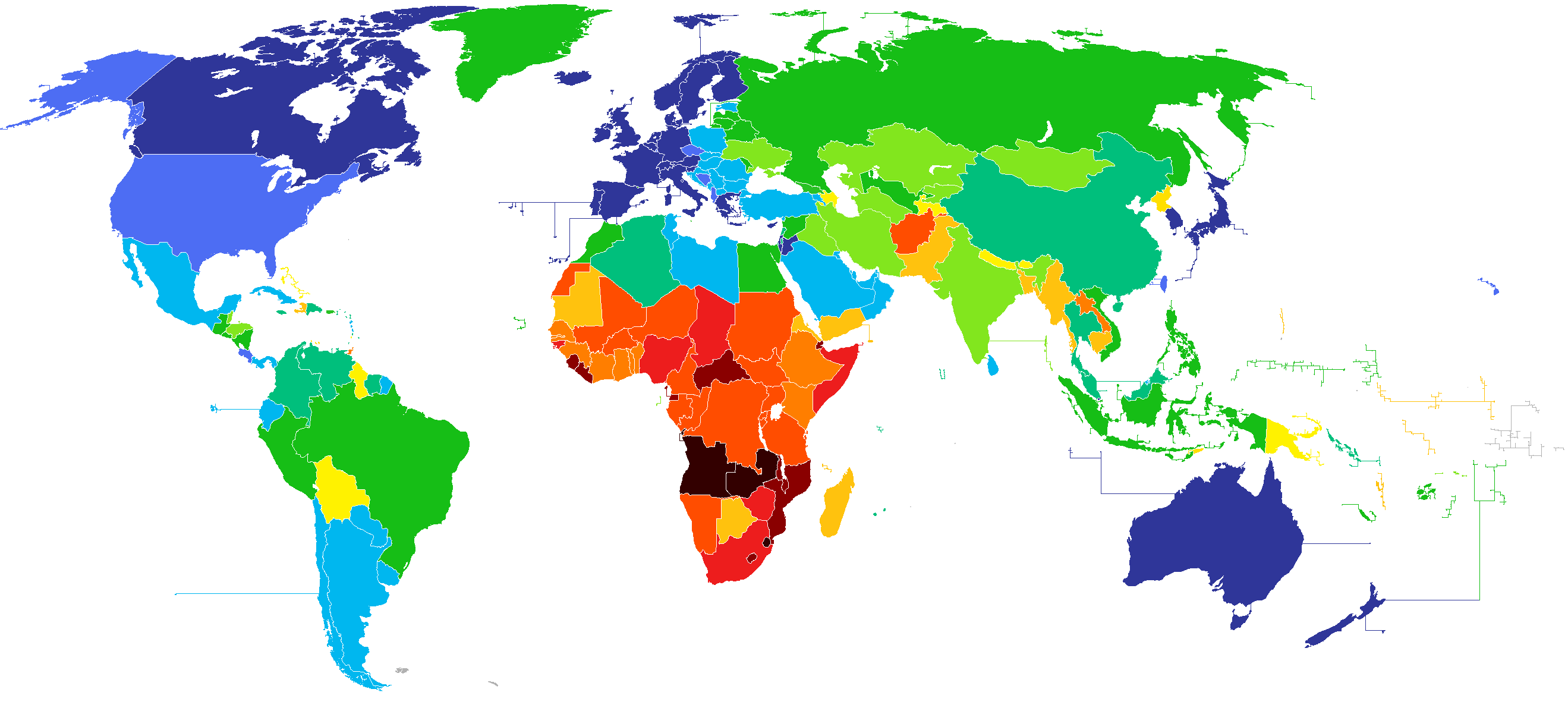
Világtérkép a várható élettartamról (év)

| >80 77,5-től 80-ig 75-től 77,5-ig 72,5-től 75-ig 70-től 72,5-ig 67,5-től 70-ig 65-től 67,5-ig | 60-tól 65-ig 55-től 60-ig 50-től 55-ig 45-től 50-ig 40-től 45-ig <40 |

### Afrika
53 év (nők), 50 év (férfiak) (2002)
Legmagasabb: Líbia: 79,23 év (nők), 74,64 év (férfiak)
Legalacsonyabb: Mozambik: 40,4 év (nők), 40,4 év (férfiak) (2008)

### Észak- és Közép-Amerika
73,9 év (nők), 68,9 év (férfiak) (2002)
Legmagasabb: Kanada: 83,86 év (nők), 76,98 év (férfiak)(2008)
Legalacsonyabb: Haiti: 58,75 év (nők), 55,35 év (férfiak) (2008)

### Dél-Amerika
69,2 év (nők), 63,3 év (férfiak) (2002)
Legmagasabb: Chile: 80,4 év (nők), 73,69 év (férfiak) (2008)
Legalacsonyabb: Guyana: 68,95 év (nők), 63,52 év (férfiak) (2008)

### Ausztrália és Óceánia
69,3 év (nők), 64,2 év (férfiak) (2002)
Legmagasabb: Ausztrália: 83,63 év (nők), 77,75 év (férfiak) (2008)
Legalacsonyabb: Kiribati: 65,63 év (nők), 59,41 év (férfiak) (2008)

## A várható élettartam kiszámítása
A várható élettartam kiszámításának kiindulópontja a népesség tagjainak korspecifikus halálozási arányszáma. A korspecifikus halálozás igen egyszerű modellje eleinte a Gompertz-függvényt használta, de ma már sokkal kifinomultabb eljárásokat alkalmaznak.
Az olyan esetekben, amikor az adat mennyisége viszonylag kicsi, a legáltalánosabb eljárásoknak egy matematikai formulához, mint például a Gompertz-függvény kiterjesztett változatához, illetve az adatokhoz kell igazodnia, vagy egy magasabb számú népességből származtatva egy elfogadott halálozási táblázatot kell megvizsgálni, és egyszerűbb módosításokat végrehajtani benne (pl. beszorozni konstans szorzóval).
Nagy mennyiségű adat esetén a különböző életkoroknál előforduló halálozási arányszámot kell megnézni, és elvégezni a simításokat (pl. harmadfokú spline függvényt alkalmazni), bármely, látszólag véletlenszerű statisztikai ingadozás kiegyenlítésére egyéves kortól számítva a következő éves korig.
Míg ezen adatok megállapítása emberek esetében egyszerű, addig az ipari termékek és vadállatok élettartamának kiszámítása közvetlenebb technikákat igényel. A vadállatok élettartamát és demográfiáját az állatok foglyul ejtése, megjelölése és elengedése révén számítják ki. Egy termék „életét”, melyet szavatossági időnek is neveznek, szintén hasonló eljárások segítségével számolják ki. A kritikus alkalmazásoknál használt hosszú élettartamú komponenseket, melyeket többek közt a repülőgépes eljárásokban vesznek igénybe, mint például a gyorsított öregítés folyamatánál, egy összetevő élettartamának modellálására alkalmazzák.
A korspecifikus halálozási arányszámot külön számolják az eltérő jellegű adatoknál, melyek különböző halálozási arányszámmal rendelkeznek (pl. férfiak és nők, dohányzók és nem-dohányzók, ha ezen csoportok számára külön-külön elérhető adat), és a halandósági tábla kiszámolásához használják fel, melyből korokra lebontva lehet kikalkulálni a túlélés lehetőségét. Biztosítási matematikai jelölésben, az {\displaystyle x} életkortól {\displaystyle x+n} életkorig való túlélés valószínűségét {\displaystyle \,_{n}p_{x}\!} mutatja, és az {\displaystyle x} életkor alatt történő elhalálozás valószínűségét (pl. {\displaystyle x} és {\displaystyle x+1} életkor között) {\displaystyle q_{x}\!}  jelöli. Például, ha egy csoport tagjai, akiknek 10%-a 90 éves korukban még élt, de még 91 éves koruk előtt meghalt, akkor a korspecifikus halálozás valószínűsége 90 éves korban 10% lenne. Megfigyelhető, hogy ez inkább egyfajta valószínűség, mintsem halálozási arányszám.
{\displaystyle x} életkor várható jövőbeni élettartamát teljes években ((x) rövidített várható élettartamát) {\displaystyle \,e_{x}\!}  jelöli. Ez a feltételezett jövőbeni élettartam (teljes években), feltéve az  {\displaystyle x} életkorig történő túlélést. Ha {\displaystyle K(x)} a rövidített jövőbeni élettartamot jelzi {\displaystyle x} életkorban, akkor
{\displaystyle e_{x}=E[K(x)]=\sum _{k=0}^{\infty }k\,Pr(K(x)=k)=\sum _{k=0}^{\infty }k\,\,_{k}p_{x}\,\,q_{x+k}.}
Ha az összes kiszámításakor helyettesítjük {\displaystyle {}_{k}p_{x}\,q_{x+k}={}_{k}p_{x}-{}_{k+1}p_{x}}-t és egyszerűsítünk, akkor egyenértékű formulát kapunk
{\displaystyle e_{x}=\sum _{k=1}^{\infty }{}_{k}p_{x}.}
Ha azt feltételezzük, hogy egy átlagos ember halálának évében még fél évet él, akkor a jövőbeni élettartam teljes kiszámítása {\displaystyle x} és {\displaystyle e_{x}+1/2} életkorban.
A várható élettartam lényegében egy számtani közép. Úgy is ki lehet számolni, hogy a túlélési görbét integráljuk 0 éves kortól pozitív végtelenig (vagy egyenértékűen a maximális élettartamig, melyet időnként „omegá”-nak neveznek). Természetesen egy kihalt vagy kohorsz (közös statisztikai jellemzőkkel rendelkező) embercsoportnak (pl. melynek minden tagja 1850-ben született) egyszerű lenne kiszámolni az átlagos elhalálozását. A kohorsz embercsoport várható élettartamát az utóbbi évek halálozási tapasztalatainak segítségével számolhatjuk ki. Ezeket a megállapításokat az időszakos kohorsz várható élettartamának nevezik.
Fontos megjegyezni, hogy ez a statisztika általában múltbéli halálozási tapasztalatokon alapszik, és feltételezi, hogy ugyanaz a korspecifikus halálozási arány a jövőben is folytatódni fog. Ennek következtében a várható élettartam kiszámítása az átmeneti tendenciákhoz kell, hogy igazodjon, azelőtt, hogy kiszámolnánk, hogy egy jelenleg élő, bizonyos korú egyed mennyi ideig fog élni. Az időszakos várható élettartam egy mindennaposan használt statisztika, mellyel meg lehet határozni egy népesség egészségi állapotát.
Bizonyos dolgokhoz, mint például a nyugdíj kiszámításához azonban általában a halandósági táblához kell igazodni, feltételezve azt, hogy a korspecifikus halálozási arány az évek folyamán a korábbi eredményekhez hasonlóan csökkenő tendenciát fog mutatni. Ezt gyakorta egyszerűen múltbéli tendenciák kikövetkeztetésével lehet véghezvinni, de néhány modell csak azért létezik, hogy igazolja a halálozás evolúcióját (lásd a Lee-Carter modellt).
Ahogy már fent is tárgyaltuk, számos tényezője van annak, melyeket a hosszabb élettel lehet összefüggésbe hozni. A várható élettartam eltéréseivel kapcsolatba hozható tényezők a következők: családtörténet, családi állapot, gazdasági helyzet, testalkat, mozgás, étrend, élvezeti cikkek fogyasztása, mint például a cigarettáé vagy az alkoholé, betegségre való hajlam, végzettség, környezet, alvás, éghajlat és közegészségügy.

## Fordítás
- Ez a szócikk részben vagy egészben a Life expectancy című angol Wikipédia-szócikk ezen változatának fordításán alapul.  Az eredeti cikk szerkesztőit annak laptörténete sorolja fel. Ez a jelzés csupán a megfogalmazás eredetét és a szerzői jogokat jelzi, nem szolgál a cikkben szereplő információk forrásmegjelöléseként.